# Верес Микола
Верес Микола (справжнє ім'я — Микола Клименко) (1 січня 1917 — 26 грудня 1978) — український поет, драматург, журналіст, актор.

## Біографія
Народився 1 січня 1917 р. на Уманщині в дворянській родині, маєтності якої забрала радянська влада. Ще у дитинстві залишився сиротою. Батько був сотником української армії та загинув у боротьбі з більшовиками, мати померла 1927 року. Виховувався хрещеною матір'ю. Закінчив школу в Умані, потім навчався в Київському лісотехнічному інституті. Захоплювався музикою, співом та сценічним мистецтвом, беручи участь у різних драматичних ансамблях, а також займався спортом (футбол, плавання, лещатарство, велосипедний та кінний спорт).  
Напередодні війни через переслідування за соціальне походження емігрував на Захід, в роки Другої світової війни працював у Тернопільському театрі. Перебував в штабі УНА. По закінченні війни опинився у таборах для переміщених осіб, якийсь час співав у капелі диригента Богдана Сарамаґи, а потім знов пішов на сцену та з мандрівним театром Омеляна Урбанського побував у багатьох таборах. 
Навесні 1948 року емігрував до Англії. Був співредактором тижневика «Українська Думка» в Лондоні.
Брав активну участь у діяльності Об'єднання бувших вояків-українців у Великій Британії (ОбВУ). Був літературним редактором органу ОбВУ «Сурмач» від його заснування (1955) до своєї смерті, а також низки інших видань ОбВУ.

## Творчість
Автор збірки віршів «В чужинних припливах» (1967), драматичного твору «Сосни шумлять», репортажів.
Окремі твори:
- Верес М. В чужинних приплавах: Вибрані поезії. — Лондон, 1967. — 292 с.
- Верес М. Вірші // Слово і зброя: Антологія української поезії, присвяченої УПА і революційно-визвольній боротьбі 1942–1967 / Упоряд. Л. Полтава. — Торонто — Онтаріо, 1968. — С. 261–264.
- Верес М. Крути // Крути: Збірка у пам'ять героїв Крут / Упор. Зінкевич О., Зінкевич Н. — К.: Смолоскип, 2008. — С. 338.